# SOKO Leipzig/Staffel 2
Die zweite Staffel der deutschen Krimiserie SOKO Leipzig feierte ihre Premiere am 23. Januar 2002 auf dem Sender ZDF. Das Finale wurde am 27. März 2002 gesendet.
Die Episoden wurden mittwochs auf dem 18:05-Uhr-Sendeplatz erstausgestrahlt.

## Darsteller
| Rollenname                                      | Schauspieler             |
| ----------------------------------------------- | ------------------------ |
| Kriminalhauptkommissar Hans-Joachim Trautzschke | Andreas Schmidt-Schaller |
| Kriminaloberkommissar Jan Maybach               | Marco Girnth             |
| Kriminaloberkommissarin Ina Zimmermann          | Melanie Marschke         |
| Kriminalkommissar Miguel Alvarez                | Gabriel Merz             |
| Staatsanwältin Dr. Sommer                       | Miriam von Versen        |
| Rechtsmedizinerin Dr. Sandra Schönfeld          | Silke Heise              |

## Episoden
| Nr. (ges.) | Nr. (St.) | Originaltitel      | Erstausstrahlung D | Regie              | Drehbuch                                                        | Prod. code |
| --- | --------- | ------------------ | ------------------ | ------------------ | --------------------------------------------------------------- | ---------- |
| 13 | 1         | Der Lockvogel      | 23. Jan. 2002      | Patrick Winczewski | Sebastian Andrae, Inès Keerl, Bernd Roeder                      | 15         |
| In Leipzig zieht eine raubende Jugendbande durch die Straßen. Sie überfallen in Anwesenheit von Kriminalkommissar Alvarez einen Laden. Dabei dient der Bande der gehörlose Robert als Lockvogel. Während der folgenden Verfolgungsjagd gelingt es den Ermittlern Alvarez und Maybach nicht, die Mitglieder der Band zu stellen, und die SOKO wird zum Gespött der Stadt. Kriminalhauptkommissar Trautzschke ist sauer auf Miguel, doch dann entdeckt dieser bei der Untersuchung eines Raubmordes in einer Villa eine bekannte Uhr. Gastdarsteller: Marion Kracht als Frau Jung, Denny Leiphold als Robert Jung, Frederic Welter als Burkhard Jung, Anja Stadlober als Franziska, Nikolaus Benda als Jörg                                                                 |           |                    |                    |                    |                                                                 |            |
| 14 | 2         | Irrwege            | 30. Jan. 2002      | Patrick Winczewski | Jochen K. Franke, Marina Heib, Rigobert Mayer, Nikolaus Schmidt | 14         |
| Die Vergangenheit holt Kriminalhauptkommissar Trautzschke ein: Werner Pankutz, ehemaliger Polizist, religiöser Fanatiker und Mörder, ist aus der JVA entflohen. Er hatte Trautzschke, der ihn vor Jahren verhaftet hatte, Rache geschworen. Doch Pankutz hat es auch auf Vera, die Schwester seiner von ihm getöteten Ehefrau und deren Tochter abgesehen. Für die SOKO beginnt ein Wettlauf gegen die Zeit. Gastdarsteller: Florian Martens als Werner Pankutz, Gunda Ebert als Vera, Horst-Günther Marx als Lehrer Koff |           |                    |                    |                    |                                                                 |            |
| 15 | 3         | Dickes Blut        | 6. Feb. 2002       | Oren Schmuckler    | Heike Rübbert                                                   | 18         |
| Bei einem Tankstellenraub wird der Tankwart schwer verletzt. Die Ermittlungen konzentrieren sich auf ein Gangsterpärchen. Währenddessen bekommt Kriminaloberkommissarin Ina Zimmermann Besuch von ihrem Bruder Tobias, doch als sie erkennt, dass er sie belogen hat, reift in ihr ein schlimmer Verdacht. Als der Tankwart dann auch noch seinen Verletzungen erliegt, wird sie zunehmend unruhiger. Gastdarsteller: Christian Blümel als Tobias Zimmermann, Anne Kanis als Kathi Michalski, Florian Panzner als Mike Sassnitz |           |                    |                    |                    |                                                                 |            |
| 16 | 4         | Alte Freunde       | 13. Feb. 2002      | Patrick Winczewski | Johannes Grieser, Matthias Fischer                              | 16         |
| Adolfo Berto, ein italienischer Wirt, weigert sich Schutzgelder zu zahlen, und wird in seinem Restaurant erschossen. Die Kugel führt zum russischen Immobilienmakler Alexander Turobin, den die SOKO schon seit längerem der Schutzgelderpressung verdächtigt. Kriminalhauptkommissar Trautzschke will Petzold, einen alten Bekannten, der im Knast sitzt, in die Mafia einschleusen. Doch der Plan gerät vollkommen außer Kontrolle. Gastdarsteller: Wolf Roth als Matthias Petzold, Mark Zak als Alexander Turobin, Judith Kernke als Nadja, Manolo Palma als Giovanni Berto, Adriana Altaras als Alida Berto, Arianne Borbach als Staatsanwältin |           |                    |                    |                    |                                                                 |            |
| 17 | 5         | Mädchen            | 20. Feb. 2002      | Oren Schmuckler    | Eva Zahn, Volker A. Zahn                                        | 19         |
| Der Vertreter Horst Meixner wird ermordet. Er hatte zwei Anhalterinnen mitgenommen, doch von denen fehlt jede Spur. Zur gleichen Zeit feiert Kriminalkommissar Alvarez seinen Urlaubsbeginn, dabei lernt er Nadine und Freddy kennen, die er kurzerhand mit zu sich nimmt. Das stellt sich später als ein Fehler heraus. Als Miguel dies erkennt, nimmt das Geiseldrama seinen Lauf. Gastdarsteller: Mina Tander als Nadine, Friederike Kempter als Freddy, Nike Fuhrmann als Meike, Roland Boecker als Horst Meixner |           |                    |                    |                    |                                                                 |            |
| 18 | 6         | Echte Profis       | 27. Feb. 2002      | Oren Schmuckler    | Hen Hermanns                                                    | 20         |
| Bei einem Banküberfall wird der Filialleiter Wenzel erpresst, den Räubern Zugang zur Bank verschaffen. Seine Frau ist die Geisel der Täter. Die Tat gibt den Ermittlern Rätsel auf, zumal nur wenig Geld erbeutet wurde. Als am nächsten Tag wieder eine Tat nach selbem Muster geschieht, gibt es nur einen Unterschied: einen Toten. Gastdarsteller: Wilfried Hochholdinger als Max Seghers, Horst Kummeth als Lutz Wenzel, Lina Wendel als Karin Wenzel, Martin Semmelrogge als Charly Henske, Claude Oliver Rudolph als Thorsten Behrens |           |                    |                    |                    |                                                                 |            |
| 19 | 7         | Eine Liebe von Jan | 6. März 2002       | Oren Schmuckler    | Hans Schefczyk                                                  | 17         |
| Petra Boeden wird in ihrer Wohnung ermordet. Zeugenaussagen belegen einen Streit zwischen ihr und ihrem Lebensgefährten Mirko Reinholds. Der Fall scheint klar zu sein. Derweil kümmert sich Kriminaloberkommissar Jan Maybach um Zoe, die Tochter des Mordopfers. Dabei begegnet er auch der Psychologin Karen Falter und kommt ihr näher. Doch dann nimmt der Fall eine unerwartete Wendung. Gastdarsteller: Siegfried Terpoorten als Mirko Reinholds, Marco Hofschneider als Fred Zanders, Ursula Buschhorn als Karen Falter, Roxanne Borski als Zoe, Max Gertsch als Patrick Volland, Manfred Zapatka als Dr. Schäfer |           |                    |                    |                    |                                                                 |            |
| 20 | 8         | Schuld ohne Sühne  | 13. März 2002      | Patrick Winczewski | Nikos Ligouris, Claus Wilbrandt                                 | 13         |
| An einer Bushaltestelle wird Anja Kubrik ermordet aufgefunden. Rechts und links neben ihr, sowie in ihrer Hand befinden sich Kerzen. Die SOKO steht vor einem Rätsel. An der Stelle der Bushaltestelle stand vor fünf Jahren eine Würstchenbude, deren Betreiber bei einem Überfall ermordet wurde. Als die Witwe des Betreibers nun, fünf Jahre später, einen Umschlag mit Geld findet, werden die Ermittler misstrauisch. Gastdarsteller: Jürgen Zartmann als Lothar Reimers, Oliver Betke als Uwe Reimers, Berndt Stübner als Manfred Reschke, Thomas Lawinky als Bodo Latussek |           |                    |                    |                    |                                                                 |            |
| 21 | 9         | Doppelleben        | 20. März 2002      | Christoph Eichhorn | Uwe Petzold                                                     | 22         |
| Kriminaloberkommissarin Ina Zimmermann wartet in einer Bar auf ihren Freund Thomas, doch dieser versetzt sie. Als sie gehen will, trifft sie auf einen sympathischen jungen Mann, mit dem sie einen Drink nimmt. Doch bei der Verabschiedung wird er aufdringlich und Ina muss von ihrem Freund Thomas gerettet werden. Als am nächsten Tag bei der Leiche einer jungen Frau für Ina bekannte Manschettenknöpfe gefunden werden, wird ihr klar, in welcher Gefahr sie sich befunden hat. Wegen Befangenheit vom Fall ausgeschlossen, macht sie sich alleine auf die Suche nach dem Täter. Gastdarsteller: Patrick Winczewski als Gregor Bosetzki, Christine Wodetzky als Christel Bosetzki, Johannes Gabriel als Dr. Thomas Vandenbrock, Rüdiger Kuhlbrodt als Dr. Köster |           |                    |                    |                    |                                                                 |            |
| 22 | 10        | Sport ist Mord     | 27. März 2002      | Christoph Eichhorn | Manuela Brandenstein, Helmut Schweiker                          | 21         |
| Kriminalkommissar Alvarez fordert beim Training im Polizeisportverein den Zehnkämpfer Bernd Rust zu einem Wettlauf heraus. Doch dieser bricht zusammen. Als in der Klinik Wachstumshormone in seinem Blut gefunden werden, beteuert er seine Unschuld. Der Verdacht fällt, dank Trainer Riemann, auf Sportarzt Dr. Bosch, der wenig später tot aufgefunden wird. Bei ihren Ermittlungen gerät die SOKO in einen Dopingsumpf. Gastdarsteller: Henning Baum als Bernd Rust, Volkmar Kleinert als Harry Riemann, Inga Busch als Beatrice Kramm, Jessica Kosmalla als Andrea Bosch |           |                    |                    |                    |                                                                 |            |